# Kräftskiva

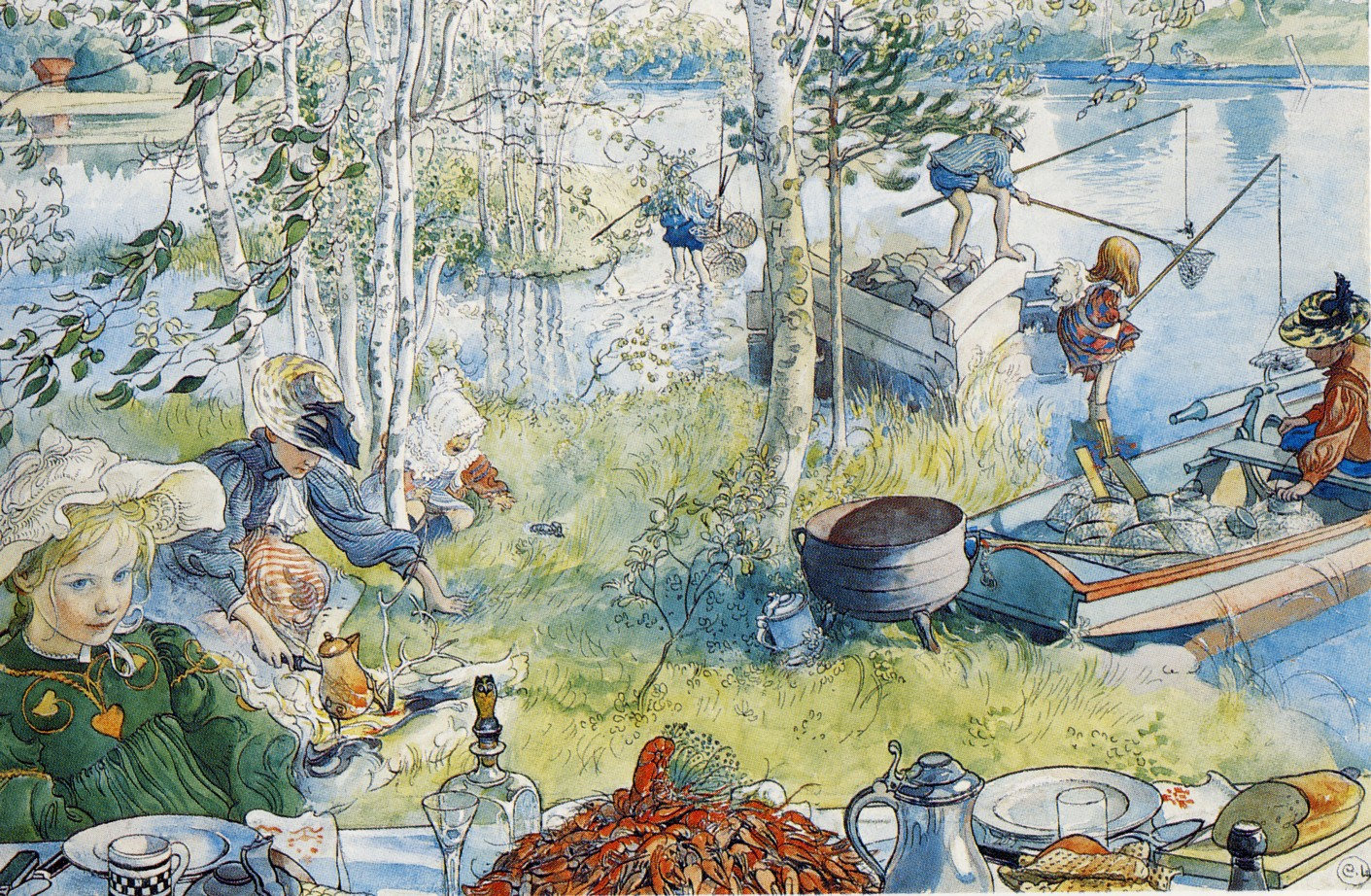
„Der Krebsfang“ (Kräftfångst) von Carl Larsson, um 1895

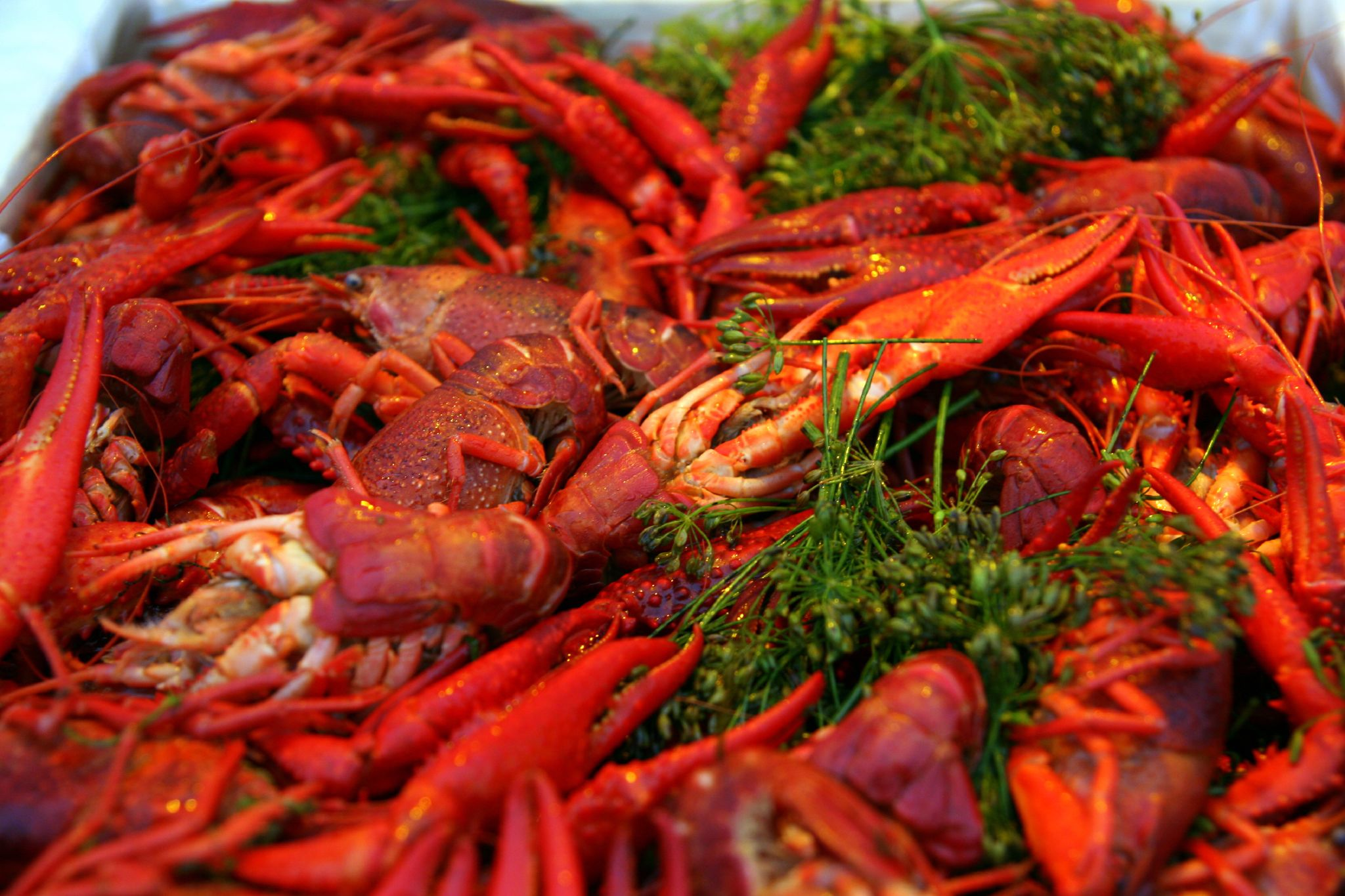
Krebse traditionell mit Dill gekocht

Kräftskiva (deutsch: Krebsfest) ist ein traditionelles schwedisches Fest, das in Zusammenhang mit der Krebsfangsaison im Spätsommer steht, wenn in vielen schwedischen Familien Krebs gegessen wird. 
Die Hauptspeise einer Kräftskiva besteht aus ganzen Flusskrebsen, die mit reichlich Dill in Salzwasser gekocht und kalt verzehrt werden. 
Als Beilagen werden üblicherweise Baguette, Knäckebrot, mit Kümmel gewürzter Käse und oft auch traditionelle Smörgåsbordsgerichte (schwedisches Buffet) gereicht. Dazu passende Getränke sind Aquavit und Bier für Erwachsene und Sockerdricka (Fruchtlimonade) für Kinder. Traditionell werden lustige Hüte, Lätze oder Schürzen mit Krebsmotiven getragen und die Räume oder die Terrasse mit Kerzen und Lampions geschmückt. 
Wichtiger kultureller Bestandteil einer Kräftskiva ist das gemeinsame Singen traditioneller, schwedischer Schnaps-Weisen. Diese sind meist kurze, komische Lieder, von denen während des Essens immer wieder eine Strophe gesungen und mit einem Schnaps beendet wird. Ein Trinkspruch lautet beispielsweise: „Ein Krebs, ein Schnaps, ein Lied“.
Da wegen der Flusskrebspest kaum noch einheimische Krebse in Schweden zu finden sind, werden vor allem ausgesetzte Signalkrebse verwendet. Zusätzlich werden viele Tiere aus China, der Türkei und Amerika importiert, die fertig zubereitet und tiefgefroren im Lebensmittelhandel erworben werden können. Im Jahr 2007 wurden ca. 2.500 Tonnen Krebse von Schweden importiert.

## Die Krebsfangeröffnung
Um den Bestand an schwedischen Krebsen zu sichern, galt für das Fangen von schwedischen Flusskrebsen ein striktes Startdatum, die so genannte Krebsfangeröffnung (kräftfiskepremiär). Diese fand am Tag nach dem ersten Mittwoch im August, laut anderer Ansicht am zweiten Mittwoch im August statt. Im Jahr 2008 wäre das demnach entweder der 7. oder der 13. August gewesen. 1994 wurde diese Verordnung ersatzlos aufgehoben. Lokale Bestimmungen, wie beispielsweise im Vättern, können den Fang jedoch weiterhin einschränken.
Im Spätsommer findet in Schweden mit der Surströmming-Eröffnung eine weitere Eröffnung im Zusammenhang mit traditionellem Essen statt.

## Bildergalerie
Der Weg des Krebses von der Krebs-Reuse auf den Tisch.

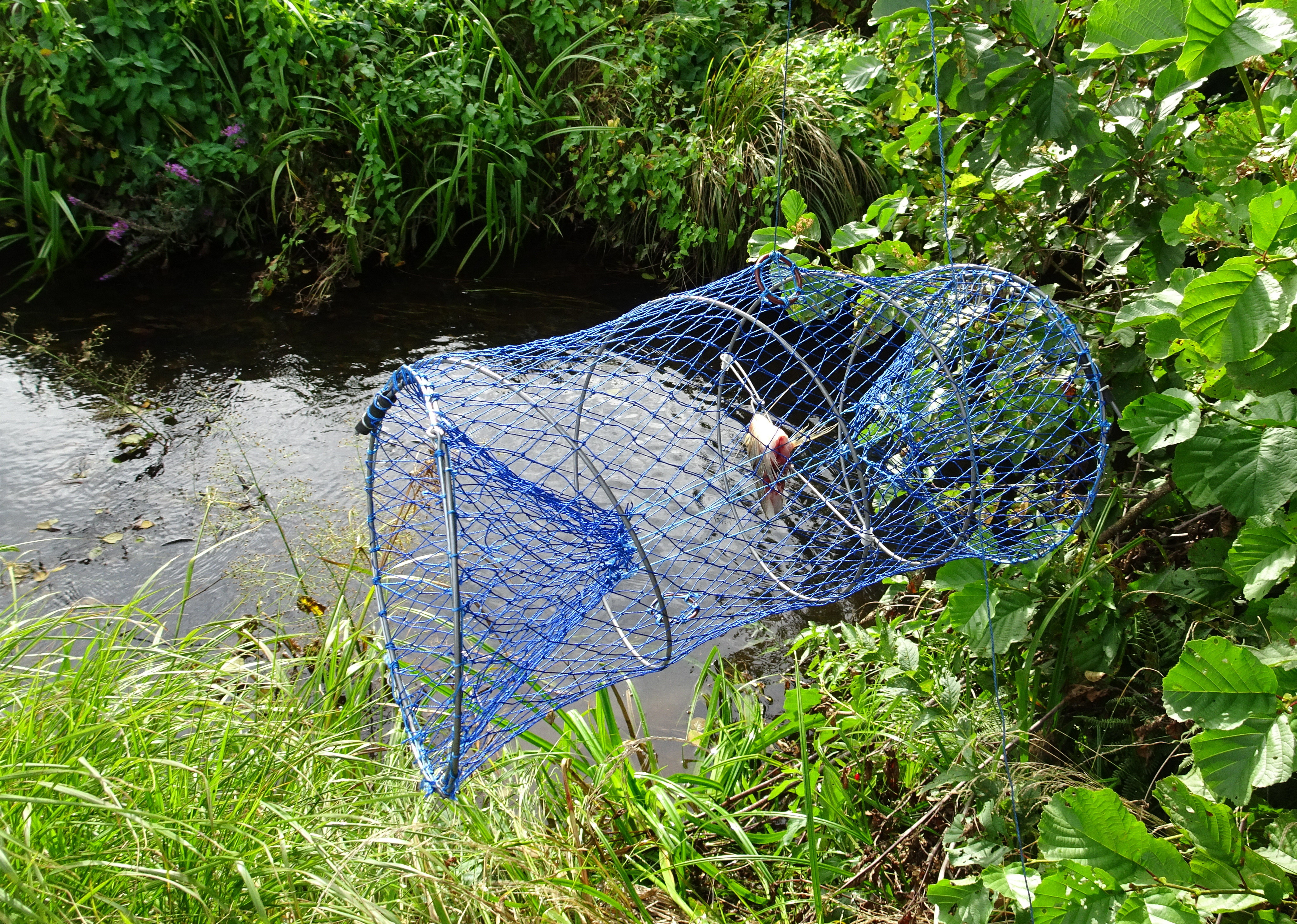
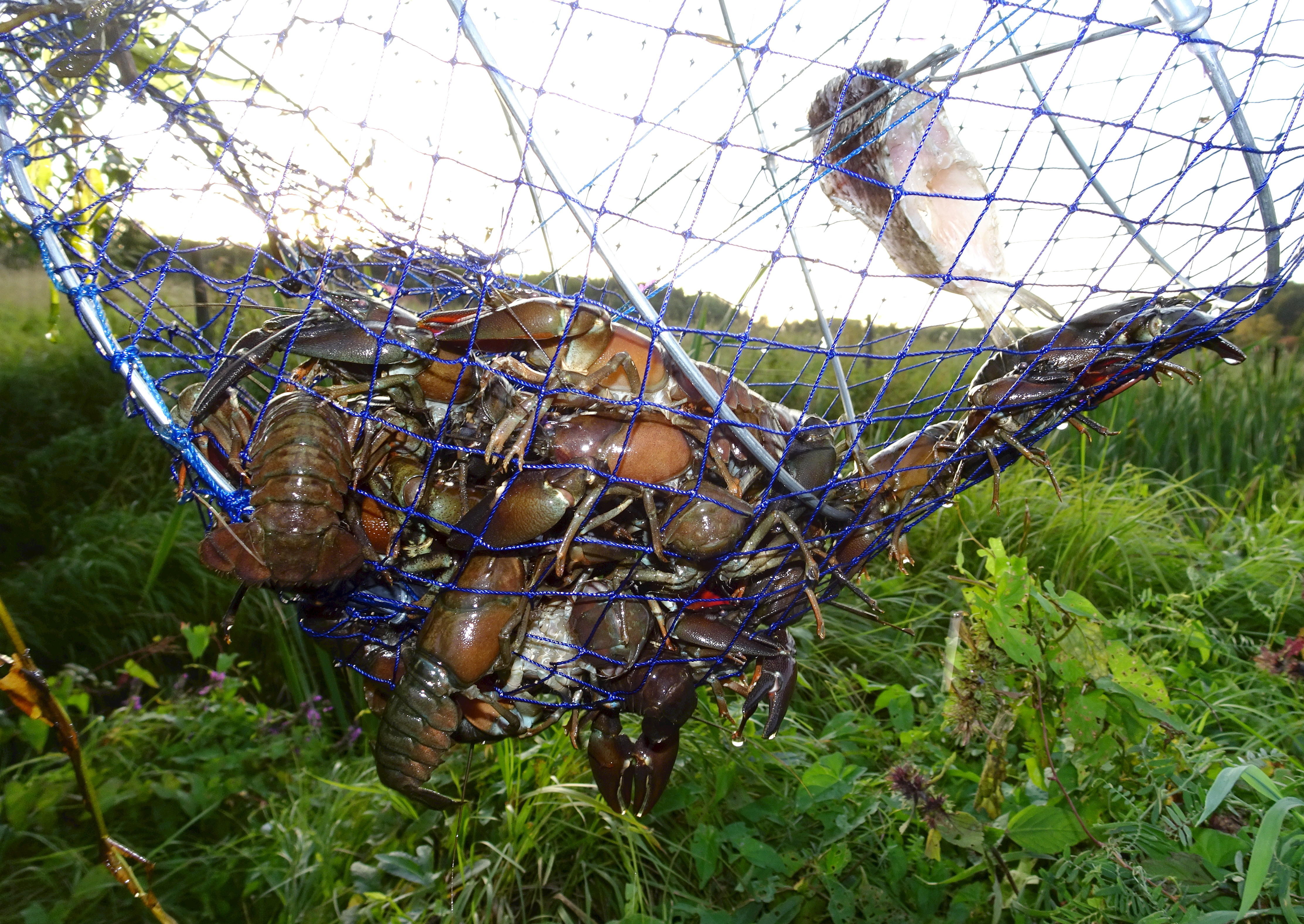
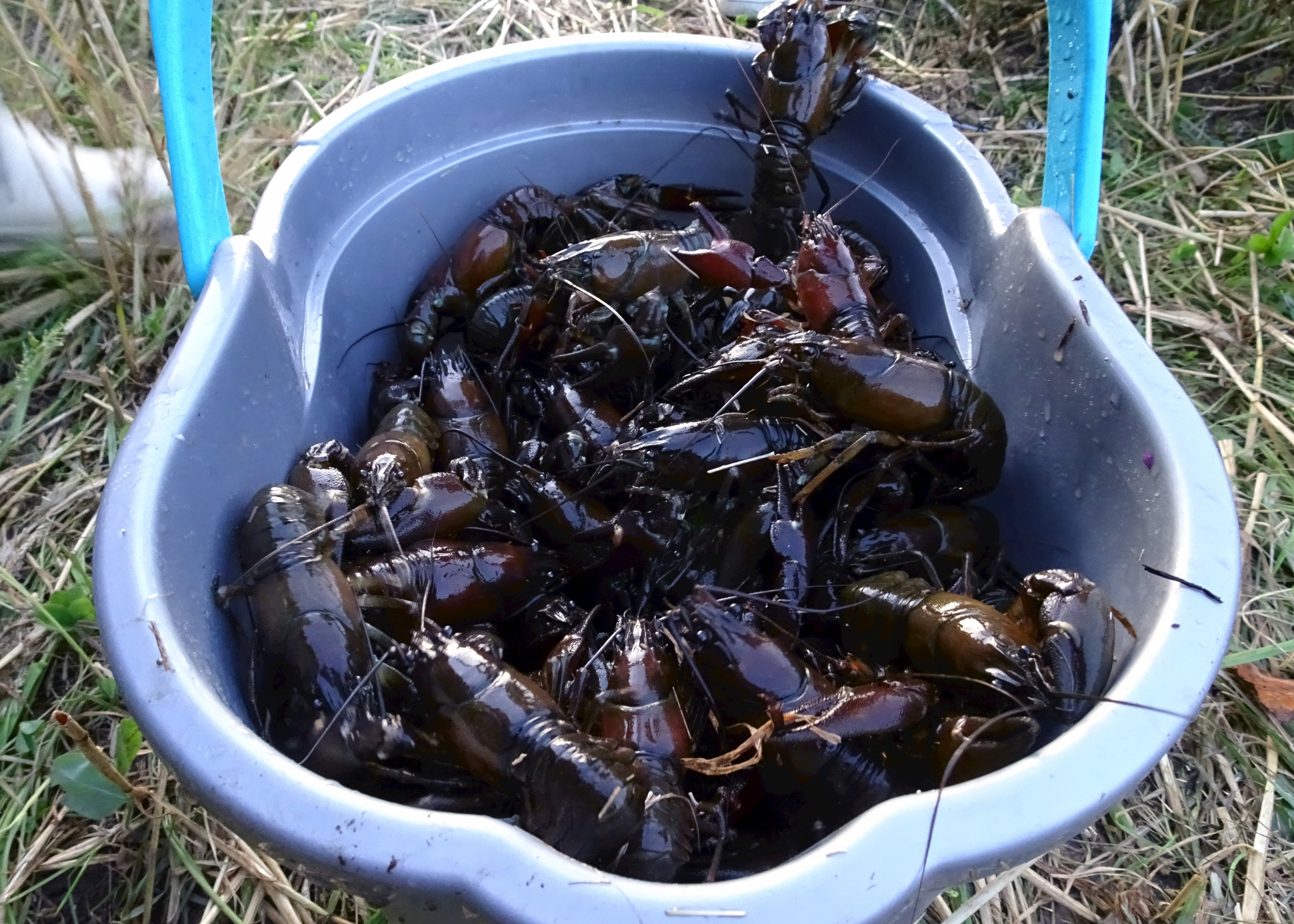
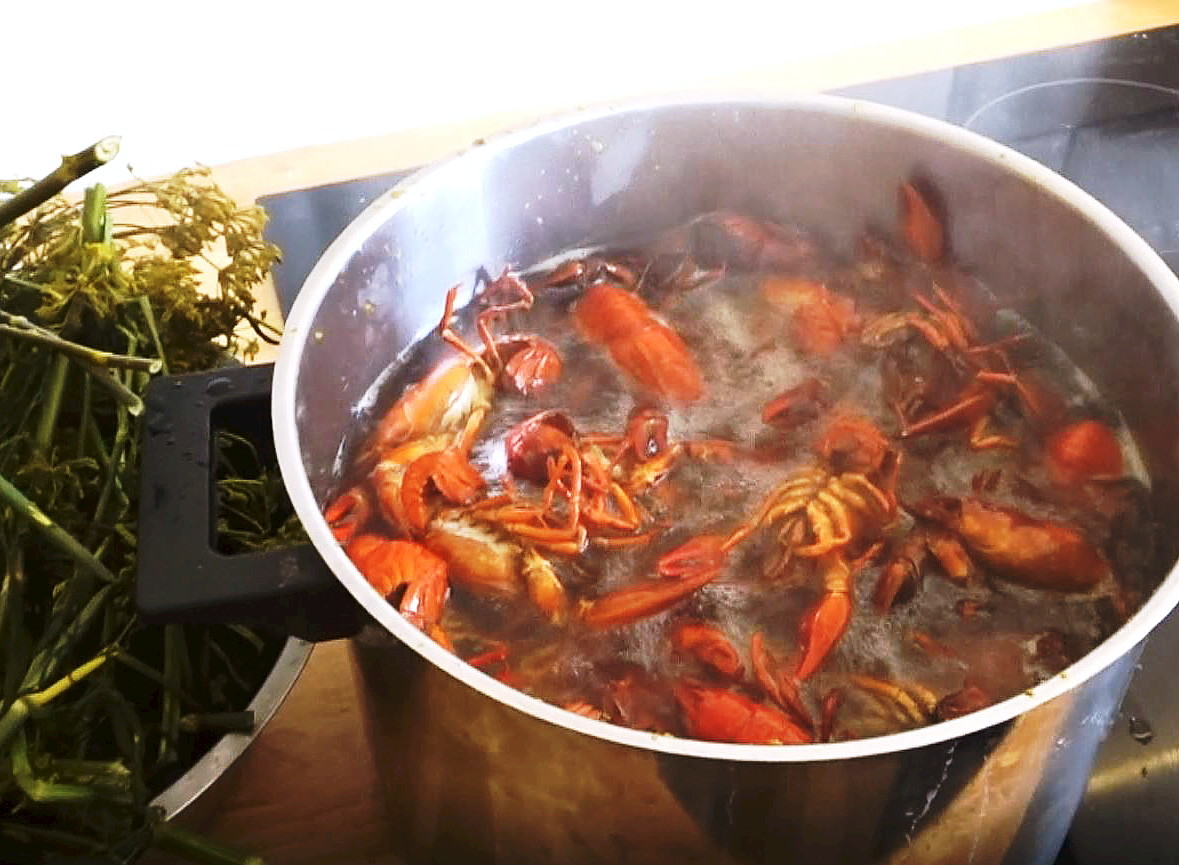
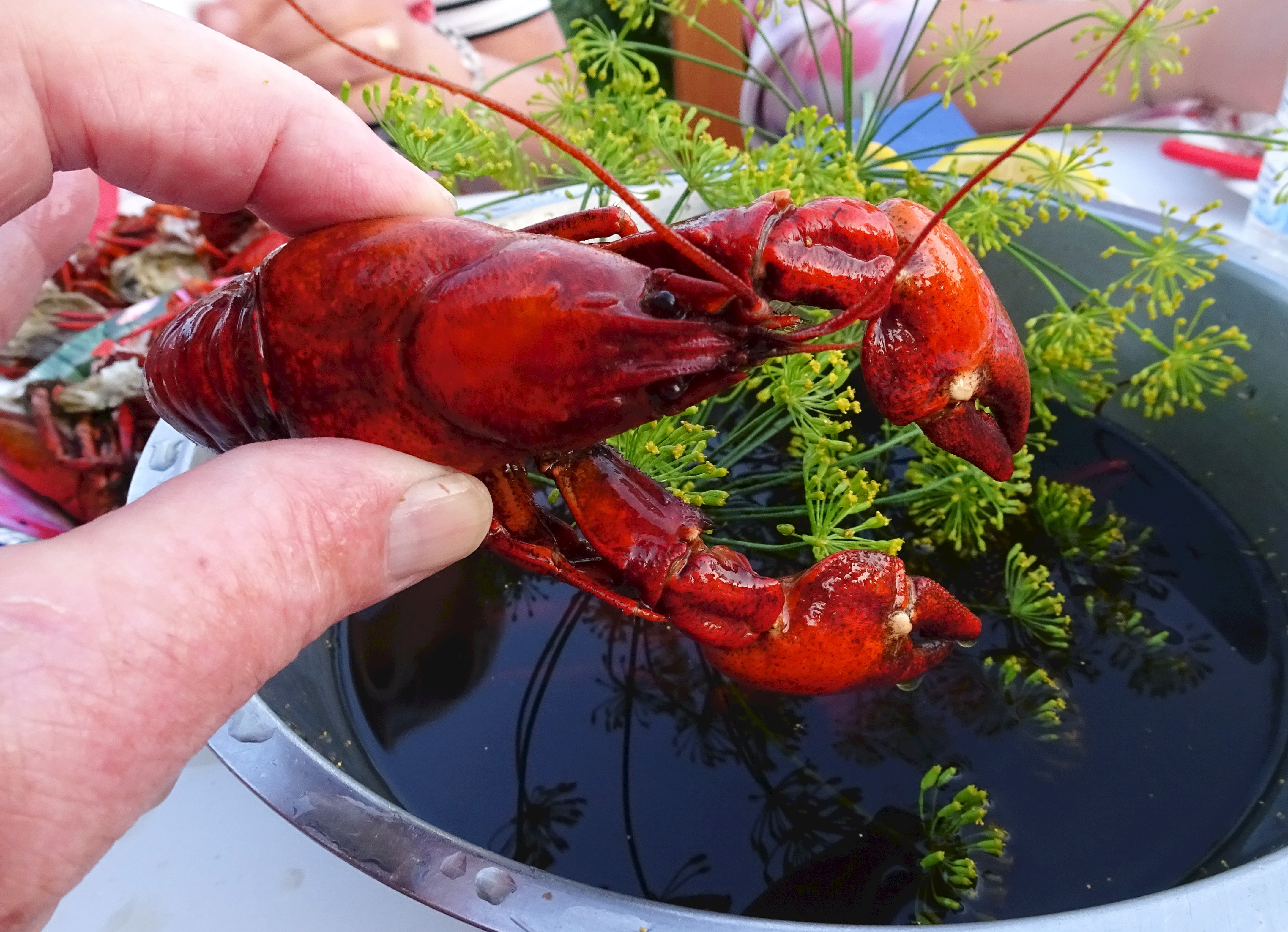